# Polo en los Juegos Panamericanos

Polo

La prueba de polo fue admitida en los Juegos Panamericanos desde la primera edición que se celebró en Buenos Aires en Argentina en 1951. Esta ocasión ha sido la única donde este deporte se ha presentado en el calendario panamericano.

## Medallero histórico
Actualizado Argentina 1951
| Núm. | País      | Oro | Plata | Bronce | Total |
| ---- | --------- | --- | ----- | ------ | ----- |
| 1    | Argentina | 1   | 0     | 0      | 1     |
| 2    | México    | 0   | 1     | 0      | 1     |
| 3    | Perú      | 0   | 0     | 1      | 1     |